# 日本國鐵201系電力動車組
日本國鐵201系電聯車，乃日本國有鐵道的通勤型電車，自國鐵分割民營化後，東日本旅客鐵道（JR東日本）和西日本旅客鐵道（JR西日本）均接收這款前日本國鐵的電車在轄下路線行駛。

## 基本資料以及路線運用變化
201系是日本國鐵首款使用電機子斬波器、再生制動及達到「節能電車」指標的車輛。在通勤型電車上來說，高速運轉方面比較好的電車。
1981年開始量產，在中央線快速、中央・總武緩行線、京阪神緩行線三個線區共有1,018輛新車投入運行。
1987年，國鐵分割民營化後東日本旅客鐵道接收794輛、西日本旅客鐵道接收224輛。
從2004年開始，JR東日本開始引進後續車種汰換老舊車輛，201系便是其中之一，從2005年起，每年皆有部分201系退役，隨著車齡漸長，加上每天高速運轉，車輛機件逐漸不勝負荷，且零件調配困難的情況下JR東日本自2006年起E233系開始量產以後，逐步替換中央線上的201系，至2008年，絕大部分車輛已被E233系取代，只剩下兩列（H4、H7編成）作為後備車 。
2010年，H4編成已經於6月20日運行告別班次後退役，只剩下H7編成仍然服役，而H7編成已經於10月14日起於定期運行班次中退役，10月17日，H7編成運行告別班次（豐田至松本）後正式退役，從此之後，201系列車從中央線快速線全面退役。
在京葉線，隨著E233系5000番台投入服務，仍在服役的4列列車（K1+K51-K4+K54）於2011年起開始報廢，K1+K51、K2+K52、K3+K53編成已於同年4月至5月先後報廢，並前往長野等待拆解，截至2011年5月底只餘下K4+K54編成仍然服役，為JR東日本最後一列201系列車，6月10日至6月20日，該車行走揭出運輸班次，正式代表JR東日本最後一列201系距離退役已經不遠，直至6月20日，該車正式運行告別班次後退役，並且於6月23日廢車回送，在此之後JR東日本再沒有201系服役，只剩下作為保留車的クハ201-1存放在豐田車輛中心。
至於JR西日本，已先後進行翻新工程以延長服役年期，隨著323系的引入，201系開始逐漸從大阪環狀線以及櫻島線退出服務，被調離至大阪東線以及大和路線繼續服役，並逐漸取代103系。截至2025年3月，大和路線的201系亦完全由221系取代，結束本車長達45年的服役。
本車有衍生型號203系，主要用於東京地下鐵千代田線的直通列車服務。

## 歷史
- 1979年8月20日，試作車201系900番台在中央快速線開始營運。
- 1981年，量產車輛亮相。
- 1982年，開始在中央、總武緩行線及東海道、山陽緩行線服役。
- 1984年，車窗構造作出小幅修改。
- 1985年，正式停產，包括試作車在內共製造了1018節車廂。
- 1988年12月，中央、總武緩行線東中野站内的ミツ6編成與當時一列往中野方向（停車中）的103系ラシ336編成意外相撞，導致列車司機及1名乘客死亡。此事故除クハ201-3編組外皆遭報廢。
- 1997年10月12日，大月站內調度中的201系與通過的特急列車發生撞擊事故。
- 1998年，中央、總武緩行線內的201系、103系和205系被新款電車取代。
- 2001年，201系正式於中央、總武緩行線退役。
- 2005年
  - 12月1日，在JR京都線、JR神戶線、JR寶塚線行走的201系開始被321系陸續取代。
  - 12月15日，大阪環狀線投入201系。翌日，櫻島線（JRゆめ咲線）仍有201系服役。此列車調動也被擴展至關西本線（大和路線）。
  - 12月20日，201-3編成被報廢（退役）。是在東中野電車相撞事故（日语：東中野駅列車追突事故）後第一輛被報廢的車輛。
- 2006年12月，中央快速線的201系開始由E233系取代。
- 2007年3月18日，201系正式從JR京都線、JR神戶線以及JR寶塚線退役。
- 2008年3月15日，開始於大阪東線（おおさか東線）投入服務，使用的車輛為201系黃綠色塗裝6輛編組。
- 2010年10月17日，中央線快速最終編成列車H7( 該列車為中央線快速最後201系) 運行豐田至松本的告別班次後退役，自此201系正式從中央線完全退役。
- 2011年6月20日，京葉線最終編成(K4+K54, 該列車亦為JR東日本最後一抽201系) 最後一日行駛，當日末班車後正式除籍，並於6月23日運往長野拆解，201系從此正式於JR東日本退役，只剩JR西日本繼續使用。
- 2019年6月7日，大阪環狀線及櫻島線的201系最後一天行駛。
- 2022年3月11日，大阪東線（おおさか東線）的201系最後一天行駛。
- 2025年3月14日，大和路線的201系最後一天定期行駛。

## 形式
以下方向以東海道線為基準，奇數向為東京側，偶數向為神戶側。電動車為2輛1單元。
クモハ200形 (M'c)
偶數向專用駕駛馬達車，搭載電動發電機、空氣壓縮機，有試作車。
モハ201形 (M)
與クモハ200形或モハ200形組成單元，搭載集電弓和主控制設備。
モハ200形 (M')
與モハ201形組成單元，跟クモハ200形一樣搭載電動發電機、空氣壓縮機。
クハ201形 (Tc)
奇數向專用駕駛拖車。
クハ200形 (T'c)
偶數向專用駕駛拖車，沒有試作車。
サハ201形 (T)
拖車，無試作車。

## 各公司情況

### JR東日本

#### 新製車輛配置（國鐵時代）
試作車5輛兩編組，配置於三鷹車輛中心。
試作車落成時編組
| ←東京方向青梅・高尾・大月方向→ |                    |                   |                    |                      |                   |                    |                   |                    |                      |
| 1                              | 2                  | 3                 | 4                  | 5                    | 6                 | 7                  | 8                 | 9                  | 10                   |
| クハ201 -902 (Tc)              | ◇ モハ201 -903 (M) | モハ200 -902 (M') | ◇ モハ201 -904 (M) | クモハ200 -902 (Mc') | クハ201 -901 (Tc) | ◇ モハ201 -901 (M) | モハ200 -901 (M') | ◇ モハ201 -902 (M) | クモハ200 -901 (Mc') |

量產車生產後試作車調整之編組
|      | ←東京方向青梅・高尾・大月方向→ |                    |                   |                  |                    |                      |                   |                  |                    |                      |
| 号車 | 1                              | 2                  | 3                 | 4                | 5                  | 6                    | 7                 | 8                | 9                  | 10                   |
| 形式 | クハ201 -902 (Tc)              | ◇ モハ201 -903 (M) | モハ200 -902 (M') | サハ201 -902 (T) | ◇ モハ201 -904 (M) | クモハ200 -902 (Mc') | クハ201 -901 (Tc) | サハ201 -901 (T) | ◇ モハ201 -902 (M) | クモハ200 -901 (Mc') |

#### 中央快速線用

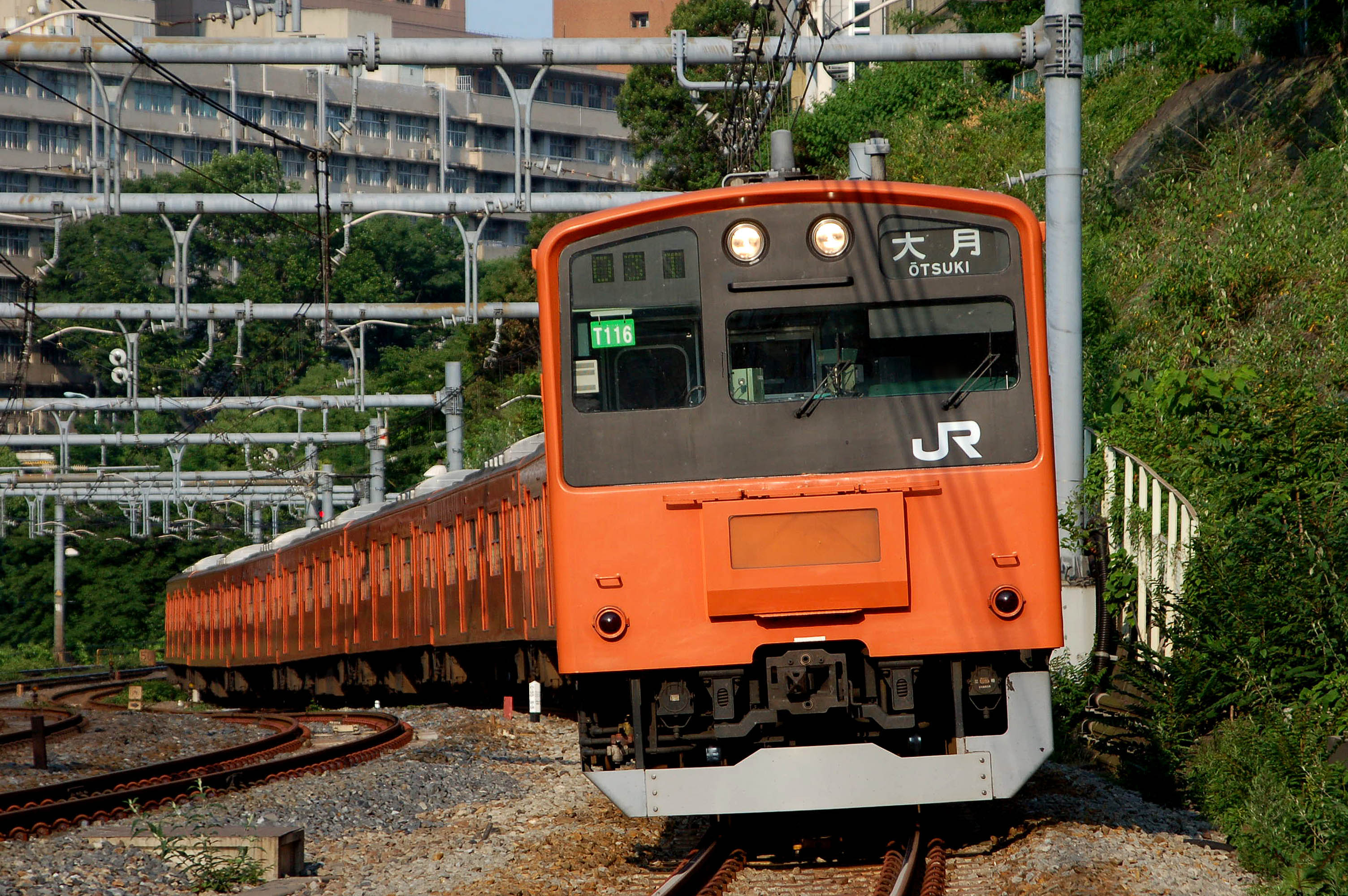
中央快速線用的201系（2007年6月8日拍攝）

車身的顏色是橙色。服務在五日市線、青梅線、八高線、中央快速線和富士急行線。
在此線服務的列車採用新的編組，這兩個編組是10輛列車全通編組（T）和6+4可分割編組（H），6+4可分割編組主要服務五日市線、青梅線、八高線、富士急行線。10輛列車全通編組只服務中央快速線。所有編組大部分已於2010年10月退役，只有クハ201-1作为保存车留在丰田车辆中。
因部分车辆集電弓採用特別設計，可進入高尾站以西淨空較狹小的隧道。
五日市線、青梅線所用的編組設備略有差異，並未配置停靠站通過防止裝置等設備。
本車輛特色是在前端配置「種別標示版」（クハ200-87的中間先頭車有唯一的電動式種別標示版）。
|                            |          | ←東京方向青梅・高尾・大月方向→ |                 |                |                 |                 |                 |                |                 |                |                 |
| 10輛列車全通編組 （T編成） | 号車     | 1                              | 2               | 3              | 4               | 5               | 6               | 7              | 8               | 9              | 10              |
| 10輛列車全通編組 （T編成） | 形式     | クハ201 （Tc）                 | ◇ モハ201 （M） | モハ200 （M'） | サハ201 （T）   | ◇ モハ201 （M） | モハ200 （M'）  | サハ201 （T）  | ◇ モハ201 （M） | モハ200 （M'） | クハ200 （Tc'） |
| 10輛列車全通編組 （T編成） | 搭載機器 |                                | CHOP            | MG,CP          |                 | CHOP            | MG,CP           |                | CHOP            | MG,CP          |                 |
| 10輛列車全通編組 （T編成） | 車両重量 | 32.6t                          | 41.7t           | 41.5t          | 30.6t           | 41.7t           | 41.5t           | 30.6t          | 41.7t           | 41.5t          | 32.6t           |
| 4+6分割編組 （H編成）      | 号車     | 1                              | 2               | 3              | 4               | 5               | 6               | 7              | 8               | 9              | 10              |
| 4+6分割編組 （H編成）      | 形式     | クハ201 （Tc）                 | ◇ モハ201 （M） | モハ200 （M'） | クハ200 （Tc'） | クハ201 （Tc）  | ◇ モハ201 （M） | モハ200 （M'） | ◇ モハ201 （M） | モハ200 （M'） | クハ200 （Tc'） |
| 4+6分割編組 （H編成）      | 搭載機器 |                                | CHOP            | MG,CP          |                 |                 | CHOP            | MG,CP          | CHOP            | MG,CP          |                 |

CHOP：斬波器控制器、MG：電動機、CP：空氣壓縮機

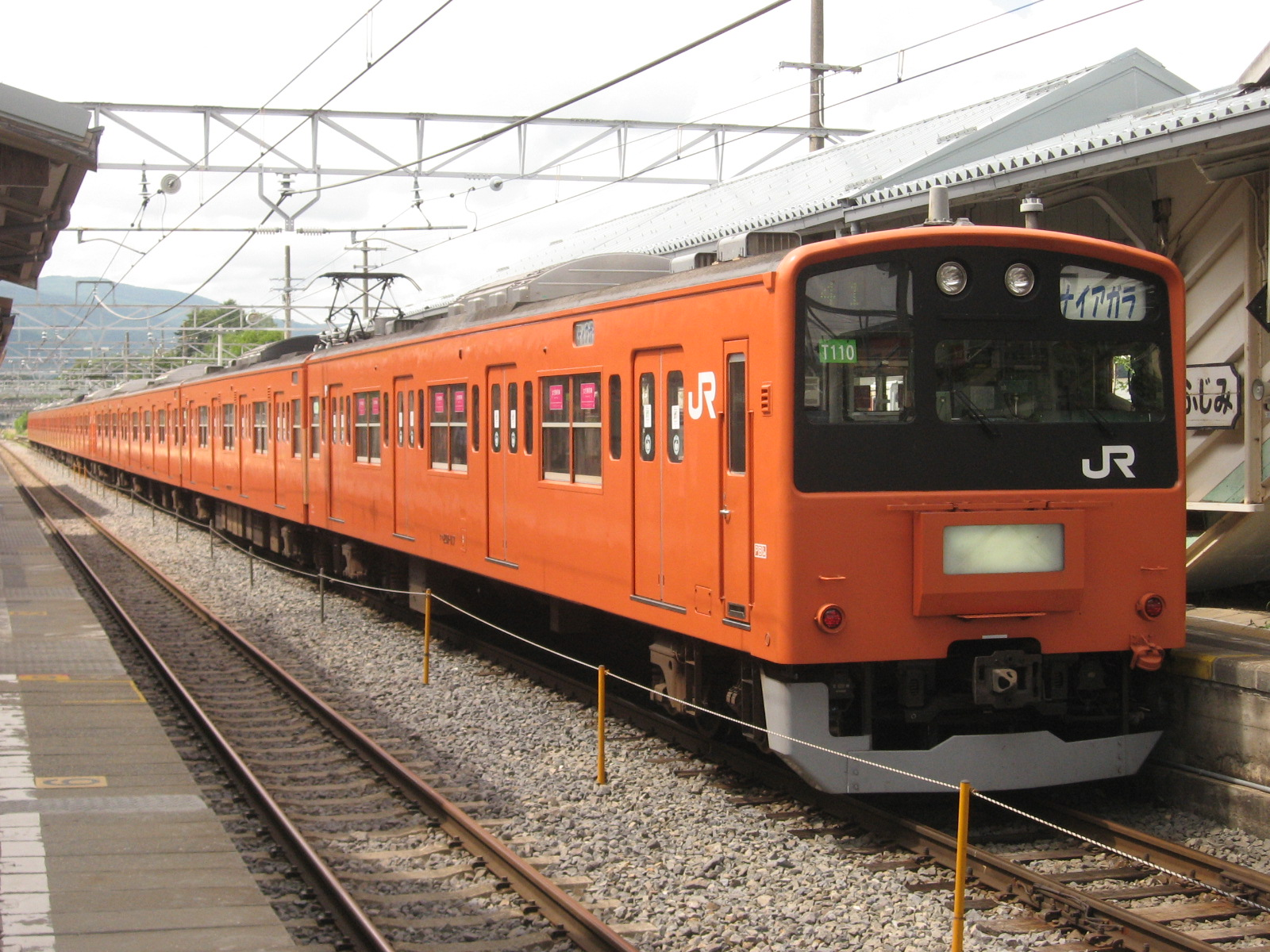
第2代的T110編成，外借完後隨即廢車回送

每年上諏訪車站附近的諏訪湖舉辦湖上煙火大會和日本全國新作煙火大會時，豐田車輛中心會將2列此系外借給松本地區，運行於中央本線小淵澤站-鹽尻站-篠之井線名科站間的臨時列車（部分為定期列車運用變更），2007年本車系最後一次外借，2008年起改外借E233系。

#### 中央、總武緩行線

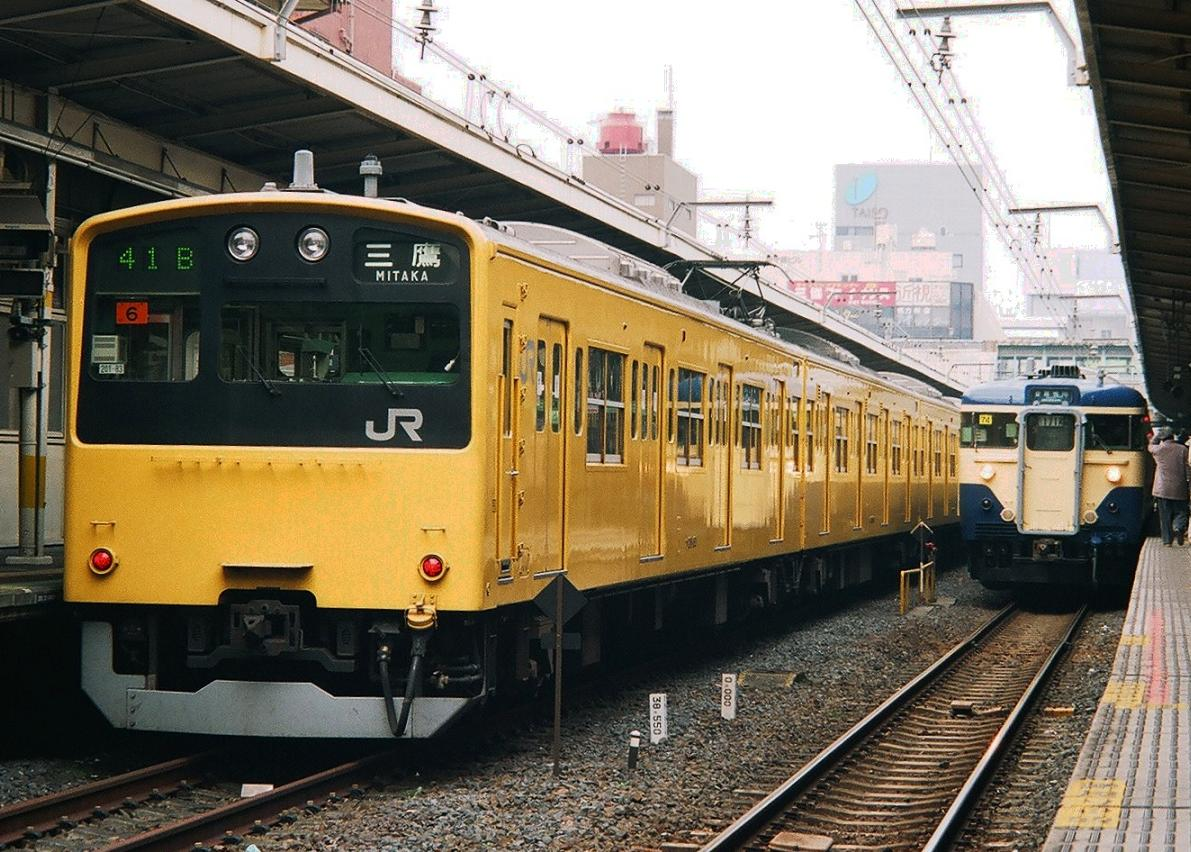
在中央・總武緩行線的運用 1998年

1982年8月開始營業運轉，車身的顏色為黃色（黃5號），雖然以10輛編組營業，但因檢修設備而在機電上採6+4可分割編組。
1998-2000年開始因209系500番台，E231系0番台的投入，逐步退出中央、總武緩行線，19列（190輛）中有120輛轉用於五日市線、青梅線，而剩下的則轉用於京葉線。
|          | ←千葉方向三鷹方向→ |               |              |               |              |               |              |               |              |               |
| 号車     | 1                  | 2             | 3            | 4             | 5            | 6             | 7            | 8             | 9            | 10            |
| 形式     | クハ201 (Tc)       | ◇ モハ201 (M) | モハ200 (M') | クハ200 (Tc') | クハ201 (Tc) | ◇ モハ201 (M) | モハ200 (M') | ◇ モハ201 (M) | モハ200 (M') | クハ200 (Tc') |
| 搭載機器 |                    | CHOP          | MG,CP        |               |              | CHOP          | MG,CP        | CHOP          | MG,CP        |               |

CHOP：斬波器控制器、MG：電動機、CP：空氣壓縮機

#### 四季彩

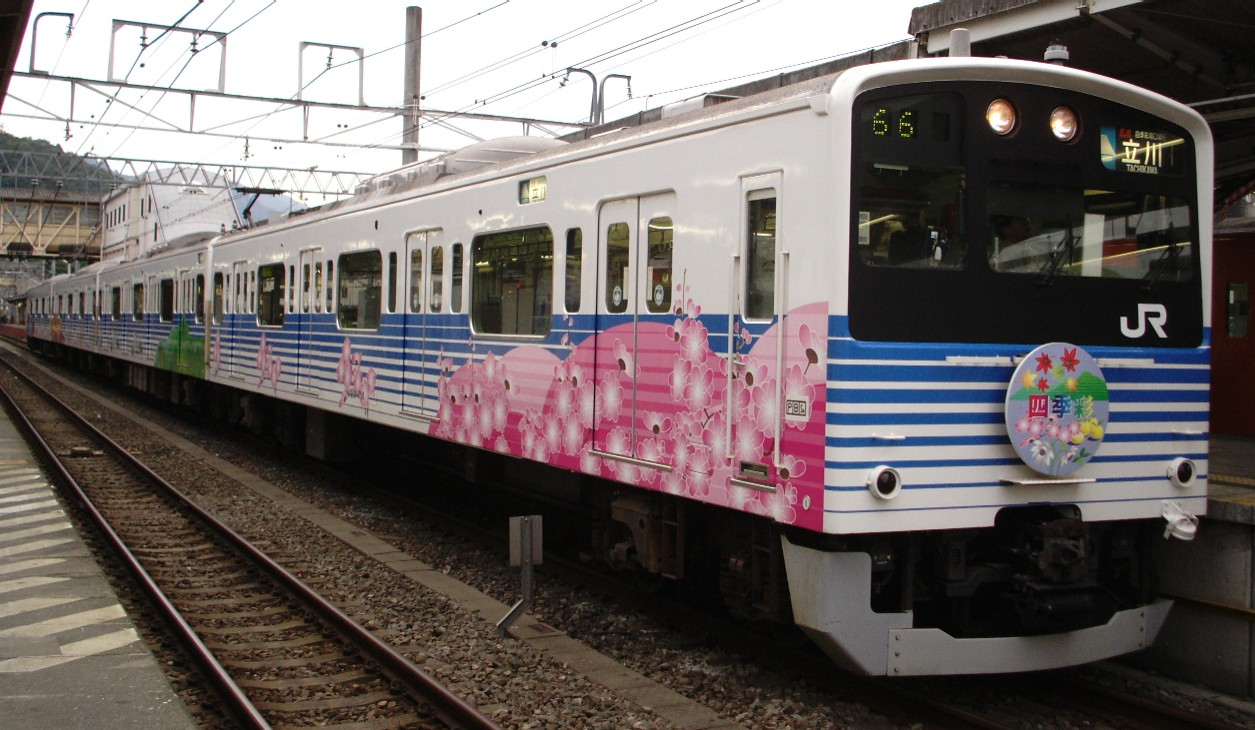
新塗装的四季彩

JR東日本將豐田車輛中心的訓練用車201系四輛一編組（クハ201-134+モハ201-263+モハ200-263+クハ200-134）改造成展望型車輛。2001年8月4日開始運轉，同年11月被賦予「四季彩」的名稱，4節車廂各自被賦予季節的稱呼和主題：
- 春：櫻花
- 夏：向日葵
- 秋：楓葉
- 冬：雪

2005年變更塗裝後繼續使用至2009年6月。2009年7月運轉臨時列車「再見四季彩號（さよなら四季彩号）」後退出營業運轉。

#### 青梅・五日市線

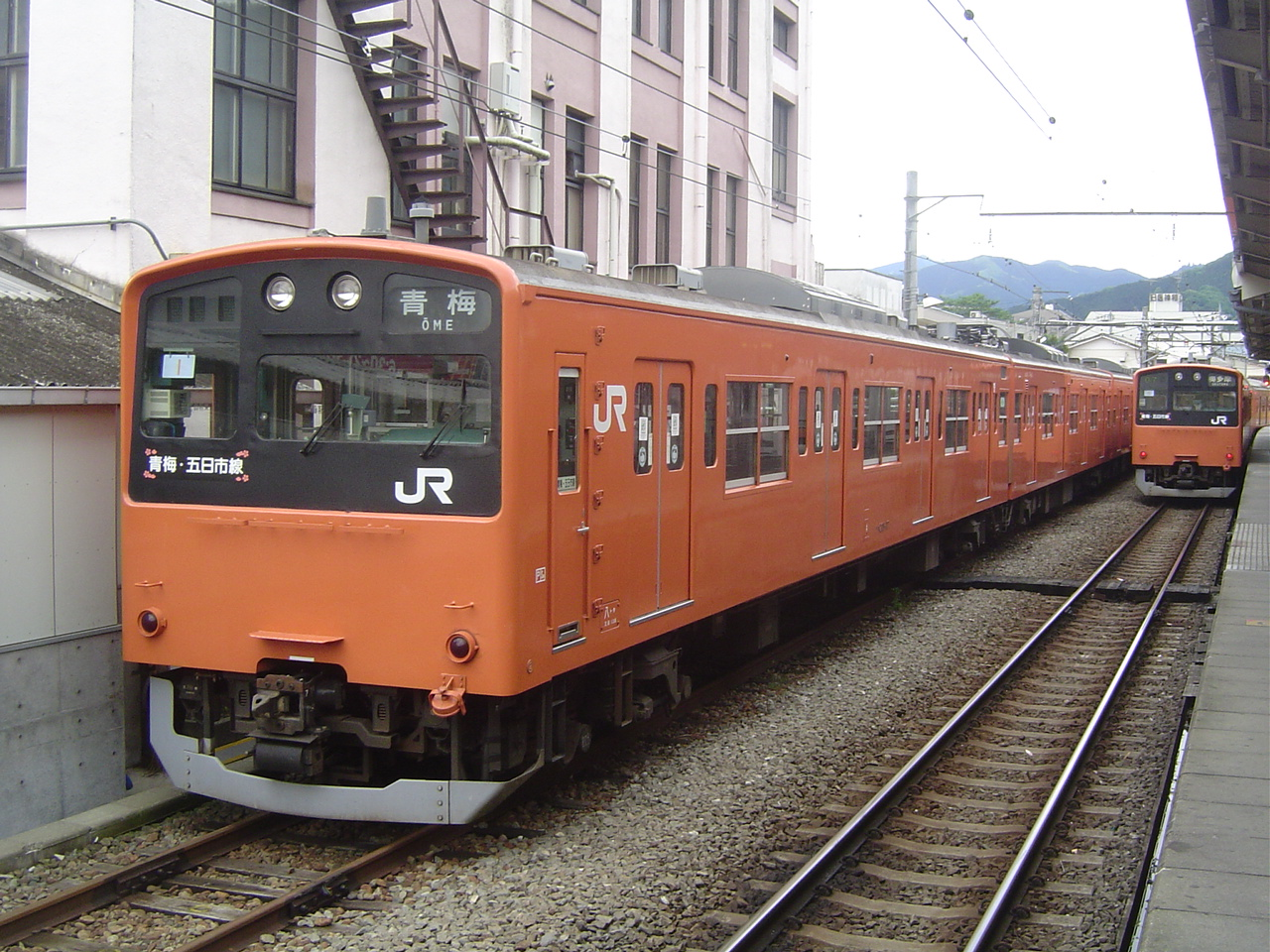
青梅・五日市線用車輛

青梅線・五日市線。

#### 京葉線、外房線、東金線
車身顏色為藍色（藍色22號）配置於京葉車輛中心。車輛自中央、總武緩行線轉配屬而來，從2000年8月27日開始運轉。
以下為車輛轉配時的變更點：
- 塗裝由黃色變更為藍色。
- 尾燈改為LED燈。
- 車次顯示器與車門關閉指示燈改為LED燈。

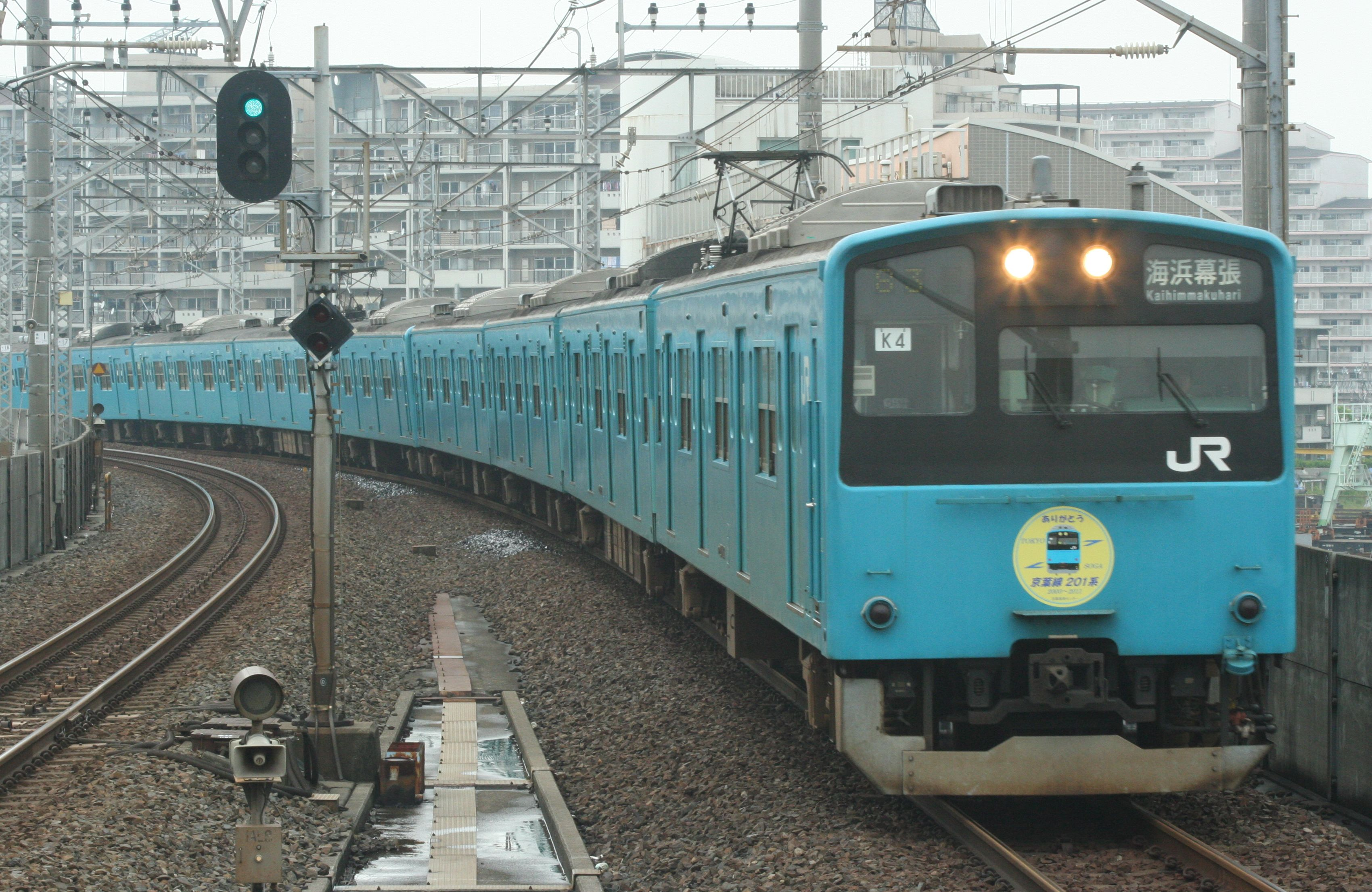
懸掛引退紀念銘牌的201系K4編成

由於E233系5000番台的投入，本車系在2011年起開始逐步退出京葉線，並運送到長野車輛中心後廢車，2011年6月20日，京葉線的201系定期營業列車結束營運。同時亦代表JR東日本再沒有任何201系載客。

### JR西日本

#### 東海道、山陽緩行線
車身的顏色為藍色（青22號），1983年12月在京都-西明石間開始營業運轉。
投入後將多餘的103系轉入其他區間替換更舊型的車輛。1986年，高槻車輛中心的201系改配屬明石車輛中心，東海道、山陽緩行線的201系自此集中於該車輛中心（7輛編成32列，共224輛）。
2005年12月開始隨著321系的投入逐步退出，2007年3月在東海道、山陽緩行線定期運轉完全結束，轉配其他路線使用。
|          | ←草津・京都方向西明石・加古川方向→ |               |              |             |               |              |               |
| 号車     | 7                                  | 6             | 5            | 4           | 3             | 2            | 1             |
| 形式     | クハ201 (Tc)                       | ◇ モハ201 (M) | モハ200 (M') | サハ201 (T) | ◇ モハ201 (M) | モハ200 (M') | クハ200 (Tc') |
| 搭載機器 |                                    | CHOP          | MG,CP        |             | CHOP          | MG,CP        |               |

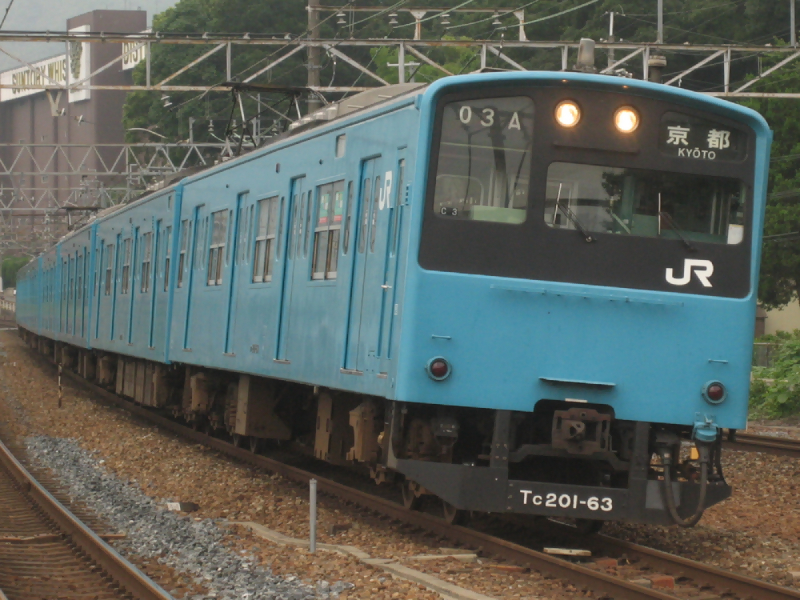
東海道、山陽本線的201系

CHOP：斬波器控制器、MG：電動機、CP：空氣壓縮機

#### 大阪環狀線、櫻島線
主要目的為替換103系，從2005年開始營運。2016年，JR西日本決議对大阪環狀線進行一系列大改造，而且將統一大阪環狀線內列車的車門位置。在323系的增備下，201系逐步退出營運，并於2019年6月7日最後一天行駛於大阪環狀線和櫻島線，部分列車在去除中間2节車後，轉屬JR西日本奈良支社並改為行走大和路線和大阪東線。

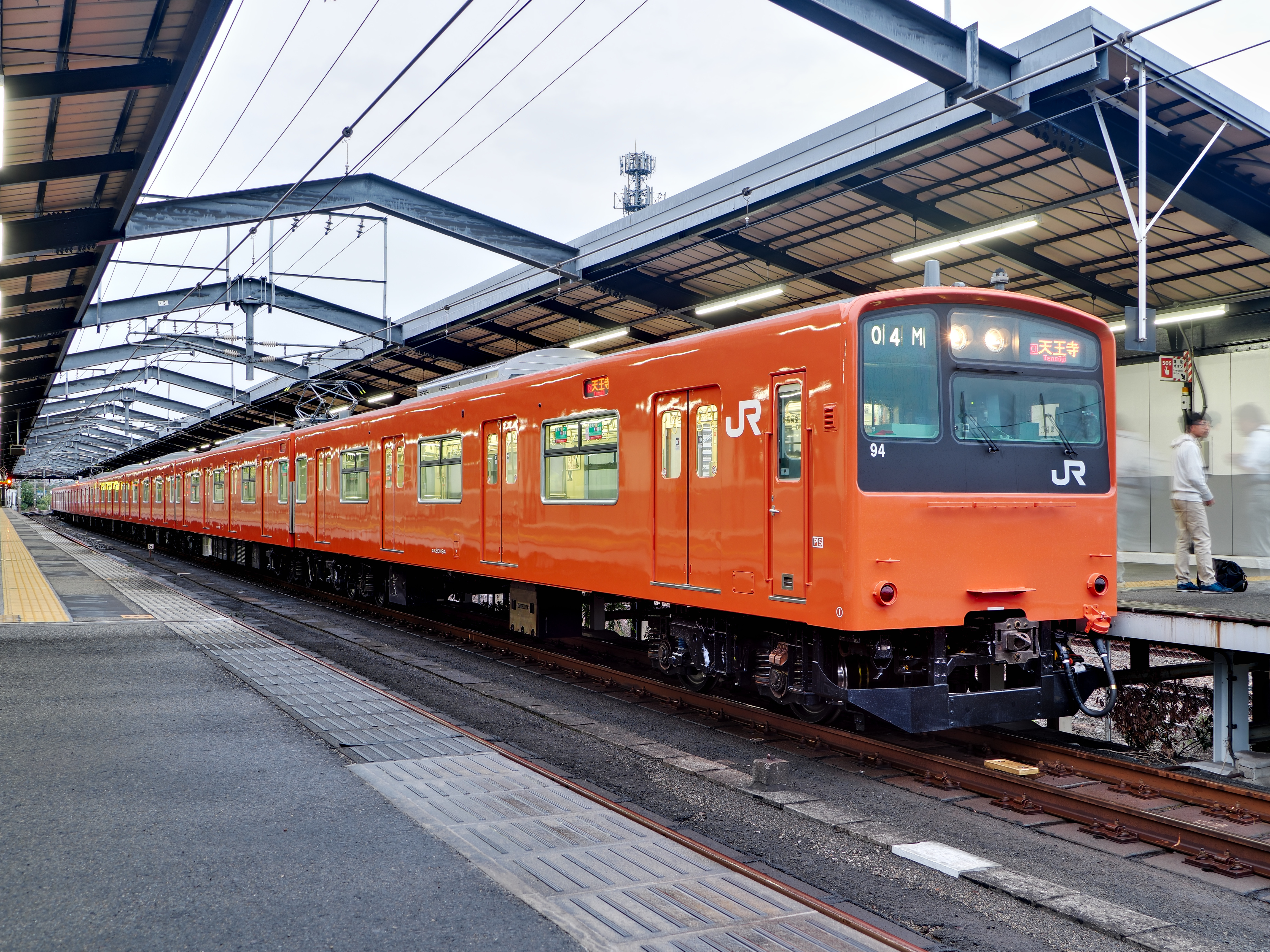
大阪環狀線的201系
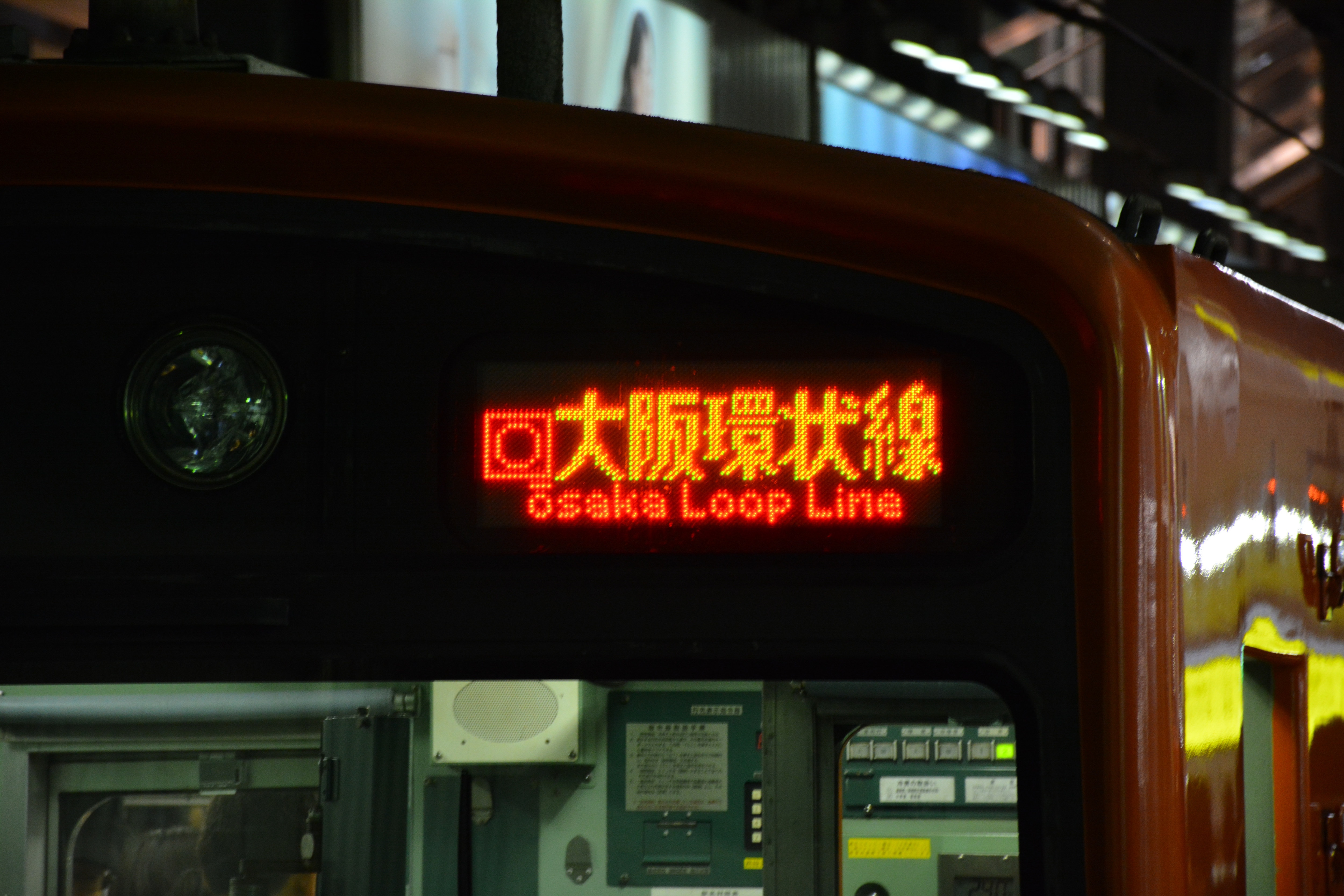
大阪環狀線的201系自2014年以後使用LED路線顯示器

|      | （大阪站基準） ←京橋方向櫻島・加茂方向→ |               |              |             |             |               |              |               |
| 車號 | 8                                       | 7             | 6            | 5           | 4           | 3             | 2            | 1             |
| 形式 | クハ201 (Tc)                            | ◇ モハ201 (M) | モハ200 (M') | サハ201 (T) | サハ201 (T) | ◇ モハ201 (M) | モハ200 (M') | クハ200 (Tc') |

#### 關西本線（大和路線）・大阪東線
為了替換關西本線（大和路線）的103系6輛編成，2006年12月起，從京阪神緩行線改編至奈良電車區。首次在201系塗上青色（黃綠6號），沿用103系先頭車的設計，前面設有白色警戒帶。
2008年3月15日大阪東線久寶寺站 - 放出站之間的部分開業，201系在本線開始服務。
2020年度 至 2023年度，新製的225系電車144輛投入服務、在JR京都線・JR神戸線運行快速列車的221系電車改編至大和路線・大阪東線，取代201系。之後JR西日本將會逐漸停用屬下的201系全車。2022年3月12日時間表改正，結束在大阪東線的運用。
|      | ←JR難波・新大阪方向加茂・久宝寺方向→ |               |              |               |              |               |
| 車號 | 6                                    | 5             | 4            | 3             | 2            | 1             |
| 形式 | クハ201 (Tc)                         | ◇ モハ201 (M) | モハ200 (M') | ◇ モハ201 (M) | モハ200 (M') | クハ200 (Tc') |

## 201系的光與影
201系定位作「101系以來日本國鐵電車的變革」、「今後通勤型電車標準型」的位置，是日本國鐵年代的出色作品。特別是車頭的設計，甚至影響到小田急電鐵及帝都高速度交通營團（東京地下鐵的前身）的電車的設計，在當年成功令日本國鐵的形象改變。此外，201系也為節能電車這個詞語定下了標準。